# Condrobs
Condrobs e. V. ist ein Träger für soziale Hilfsangebote in Bayern. Der Verein wurde am 13. Dezember 1971 als Selbsthilfe-Initiative von Eltern drogenabhängiger Heranwachsender und Fachkräften in München unter Beteiligung des Rechtsanwalts Alexander Eberth gegründet.
Der Verein mit Sitz in München hat rund 950 Mitarbeitende die bayernweit in rund 70 Einrichtungen arbeiten. Condrobs ist konfessionell, weltanschaulich und parteipolitisch ungebunden.

## Tätigkeitsfelder

### Kinder- und Jugendhilfe
In der Kinder- und Jugendhilfe ist der Verein tätig in Sachen Prävention, Beratung, Streetwork, ambulanter Erziehungshilfe und Clearing sowie betreute und therapeutische Wohnformen. Dabei werden auch die Familien der Betroffenen in die Bewältigung der Probleme mit einbezogen. Die Kinder- und Jugendhilfe von Condrobs arbeitet mit unterschiedlichen Kooperationspartnern wie Jugendzentren, Schulen und Kitas zusammen, um ein unterstützendes soziales Netzwerk für die Betroffenen aufzubauen.

### Geflüchtete
Condrobs setzt sich für unbegleitete minderjährige Geflüchtete ein. Jugendliche und junge sowie erwachsene Flüchtlinge erhalten begleitende, unterstützende, fürsorgliche und therapeutische Hilfen, die aus aufsuchender Sozialarbeit in Wohnprojekten und Gemeinschaftsunterkünften, betreuten Wohngemeinschaften und therapeutischen Wohngemeinschaften, die speziell für traumatisierte und psychosozial schwer belastete unbegleitete minderjährige Geflüchtete eingerichtet sind, bestehen. 2015 wurden die von Condrobs geplanten integrativen Wohnprojekte eingeweiht, in denen Wohnungslose, vorrangig mit Migrationsgeschichte, und Studierende zusammenwohnen.

### Prävention
- Das Projekt Streetwork auf der „Partymeile“ in München wurde 2012 gemeinsam mit der Stadt München initiiert, um Gewaltdelikte zu verhindern und zu schlichten. Die Streetworker sind auf der Münchner Partymeile unterwegs, warnen vor K.-o.-Tropfen und den Gefahren des Komasaufens, begleiten Betrunkene zur U-Bahn und besprechen auch Pläne für den späteren Heimweg der jungen Menschen.[3][8][9]
- In Zusammenarbeit mit der Landeshauptstadt München, dem Bayerischen Staatsministerium für Umwelt und Gesundheit und mit ausgewählten Kliniken wird das Präventionsprojekt „HaLT“ praktiziert, bei dem Jugendliche über die Gefahren des Alkohols aufgeklärt und zu einem maßvollen Umgang motiviert werden. Auch Eltern werden in Erziehungsfragen unterstützt.[10]
- Das Peerprojekt „Chexxs!“ schafft ein Bewusstsein über den eigenen Alkoholkonsum ohne zu moralisieren. Durch geschulte, volljährige Peers, die sich selbst im Partysetting bewegen, werden Jugendliche und junge Erwachsene auf der Münchner „Partymeile“ angesprochen, die nicht auffällig stark alkoholisiert sind oder sichtlich unter Drogeneinfluss stehen.[11]

### Suchtberatung und Suchthilfe
Der Verein berät Menschen mit Suchtproblemen aller Altersgruppen und deren Angehörige. Im persönlichen Gespräch werden Fragen zum Thema Alkohol, Drogen und Spielsucht geklärt, ambulante Therapien werden eingeleitet und es wird in weiterführende Angebote vermittelt. Ein Schwerpunkt des Vereins liegt in der Betreuung älterer Suchtmittelabhängiger in Kontaktläden und in Wohngemeinschaften des betreuten Wohnens. Durch die externe Suchtberatung in Justizvollzugsanstalten werden suchtmittelabhängige Inhaftierte begleitet, mit speziellen Angeboten werden inhaftierte Frauen mit Suchtproblematik betreut.

### Wohnungslosenhilfe
Condrobs unterstützt wohnungslose Menschen durch eine Vielzahl von Angeboten. Dazu gehören Kontaktläden, die sichere Aufenthaltsmöglichkeiten, warme Mahlzeiten, Waschmöglichkeiten und Kleiderspenden bereitstellen. Darüber hinaus bietet Condrobs Notschlafstellen, unterstützt bei der Aufnahme in betreute Wohnheime und bietet mit der Clearingstelle Gesundheit eine Anlauf- und Beratungsstelle für Menschen ohne Krankenversicherung. Im Flexi-Heim in München Freiham, das Bestandteil des Sofortunterbringungssystems der Landeshauptstadt München ist, leben bis zu 95 wohnungslose Menschen in Einzelappartements mit eigenem Badezimmer und einer kleinen Küchenzeile.

### Gender-Diversity-Ansatz
Mit dem Ansatz des Gender Diversity Management erkennt der Verein die Vielfalt von Lebensweisen der Menschen und ihre unterschiedlichen Bedürfnisse an – das betrifft geschlechtshomogene Betreuung, spezielle Angebote für Ältere und Substituierte oder Schutzräume für die weibliche Klientel.
Mit der Einführung des Gender-Sternchens * und der LGBTIQ* Regenbogenflagge setzte Condrobs schon vor Jahren ein Zeichen für die Akzeptanz und Wertschätzung der Vielfalt von Geschlecht. Mittlerweile verwendet Condrobs auch die Progress-Flagge. Damit sollen sowohl alle Menschen, die deren Hilfsangebote nutzen wie auch alle Condrobs-Mitarbeitenden unabhängig von ihrer binären oder non-binären Geschlechtsidentität sichtbarer werden.
Seit 1986 hat der Verein ein frauenspezifisches Suchthilfeprogramm. Mit 50 Mitarbeitern und sechs Einrichtungen wurde „Prima Donna“ als die bayernweit erste Wohngemeinschaft für Frauen mit Suchterfahrung gegründet. Die Angebote des frauenspezifischen Suchthilfeprogramms sind auf die persönliche Vorgeschichte und den Suchtmittelkonsum der Frauen* sowie auf die gesellschaftliche Situation und die daraus entstehenden Probleme und Entwicklungschancen zugeschnitten.

## Gemeinnützigkeit
Der Verein finanziert sich durch die öffentliche Hand, durch Kranken- und Rentenversicherungsträger sowie durch Mitgliedsbeiträge, Spenden von Privatpersonen und Unternehmen und Bußgelder. Der Verein ist als ausschließlich und unmittelbar steuerbegünstigten gemeinnützigen Zwecken dienend anerkannt und von der Körperschaftssteuer befreit.

## Zertifizierung
Seit 2011 hat Condrobs das internationale Gütesiegel DIN EN ISO 9001:2008.

Am 17. April 2018 hat Condrobs das Gütesiegel DIN EN ISO 9001:2015 erhalten.